# 김기복 (배우)
김기복(1958년 4월 21일 ~ )은 대한민국의 배우이다.

## 생애
1977년 연극배우 첫 데뷔하였고 1982년 KBS 한국방송공사 공채 9기 탤런트 정식 데뷔하였다. 2017년, 중앙대학교 첨단영상대학원 영상학과에서 '시청각실연자의 권리보호 연구'로 박사학위를 취득했다. 2002년부터 2021년까지 탤런트, 성우, 코미디언 등의 방송실연자의 저작인접권을 신탁관리하는 사)한국방송실연자권리협회우 상임부이사장, 이사장을 역임하였다.
현재 문화체육관광부 예술인권리보장위원회 위원장으로 재임하고 있다.

## 출연작

### TV 드라마
- 1987년 《이차돈》 이차돈 역
- 1987년 《사모곡》서인갑
- 1991년 《무지개 장군들》
- 1992년 《삼국기》 화랑 관창의 아버지 김품일 역
- 1995년 《코리아게이트》 백동림 역
- 1995년 《찬란한 여명》
- 1996년 《용의 눈물》 마천목 역
- 1996년 《욕망의 바다》
- 1996년 《조광조》 성민 역
- 1998년 《왕과 비》 금부도사 역
- 2001년 《태조 왕건》 김낙 역
- 2001년 《천둥소리》 서양갑 역
- 2002년 《명성황후》 유춘만 역
- 2002년 《제국의 아침》 황보 숭 역
- 2003년 《장희빈》 도승지 역
- 2003년 《야인시대》 장권(건국치안대 간부) 역
- 2003년 《무인시대》 백임지 역
- 2004년 《애정의 조건》
- 2004년 《불멸의 이순신》 기효근 역
- 2004년 《토지》 지삼만 역
- 2005년 《부활》 황종인 역
- 2006년 《연개소문》 화랑 반굴의 아버지 김흠순 역
- 2006년 《대조영》 소정방 역
- 2008년 《대왕 세종》 주고수 역
- 2011년 《근초고왕》 해녕(해건의 아버지) 역
- 2012년 《발효가족》 형사 철석 역
- 2014년 《플루토 비밀결사대》
- 2015년 《징비록》 천리휴 역
- 2018년 《같이 살래요》 한태중 역

### 라디오 프로그램
- 2015년 EBS 《EBS 책 읽는 라디오 낭독 시리즈》